# Küss mich, Student!
Küss mich, Student! (jap. チャレンジャーズ, Charenjāzu, von engl. Challengers) ist eine Manga-Serie der japanischen Zeichnerin Hinako Takanaga, die unter anderem auch Kleiner Schmetterling verfasst hat. Der komödiantisch angelegte, ungefähr 730 Seiten umfassende Manga beschäftigt sich mit homosexuellen Liebesbeziehungen zwischen Männern und lässt sich somit der Boys-Love-Kategorie zuordnen.

## Handlung
Als Tomoe Tatsumi von Nagoya nach Tokio kommt, um dort die Aufnahmeprüfung für die Universität zu machen, trifft er auf den jungen Angestellten Mitsugu Kurokawa, der mit seinem Kumpel Taishiro Isogai durch die Kneipen zieht. Kurokawa hilft Tomoe, sich in der Stadt zurechtzufinden, und schon bald hat er sich in den naiven und fröhlichen Tomoe verliebt. Nachdem er an der Universität angenommen wurde, sucht Tomoe eine Wohnung und entscheidet sich, bei Kurokawa als Untermieter zu wohnen. Doch sein aufbrausender, älterer Bruder Soichi Tatsumi, der sich ständig um Tomoe Sorgen macht, ihn behütet und bevormundet, ist dagegen. Er befürchtet, dass Kurokawa es auf Tomoe abgesehen hat und ihm etwas antut, wurde er doch selbst einmal beinahe von seinem Professor vergewaltigt. Dennoch bleibt Tomoe bei seiner Entscheidung, ohne zu wissen, dass sich Kurokawa tatsächlich in ihn verliebt hat.
An der Uni lernt Tomoe den extrovertierten und offen schwulen Amerikaner Rick kennen, der es auf ihn abgesehen hat. Angesichts dessen gesteht Kurokawa Tomoe seine Liebe, was Soichi in seinen Befürchtungen bestärkt. Da Tomoe weiter bei ihm wohnen möchte und Kurokawa nicht Rick das Feld überlassen, vereinbaren sie, dass Tomoe weiter bei ihm bleibt aber Kurokawa ihm nicht wieder zu nahe kommt. Damit muss sich auch Soichi abfinden. Nach drei Monaten empfindet auch Tomoe Gefühle für Kurokawa und als sie miteinander darüber sprechen, erfährt zufällig auch Kurokawas Mutter davon. Zunächst ist sie geschockt, doch kann sie sich bald damit abfinden. Als Rick dann von seinem Exfreund Phil Lloyd aus Amerika bedrängt wird, da dieser ihn immer noch liebt, schützt Rick eine Beziehung mit Tomoe vor. Diesem wird das aber zu viel und schließlich gesteht er, dass er Kurokawa liebt.
Soichi, der sich weiter um Tomoe Sorgen macht, arbeitet während dessen in Nagoya an seiner Doktorarbeit, gemeinsam mit seinem studentischen Assistenten Tetsuhiro Morinaga, der heimlich in ihn verliebt ist. Als Soichi nach Tokio reist, um nach dem Rechten zu sehen, erfährt er, dass sein Bruder nun mit Kurokawa zusammen ist, wird bei seinem Versuch Tomoe mit nach Nagoya zu nehmen aber von Tomoe und Kurokawas Mutter überwältigt und zurück nach Nagoya geschickt. Dort ist mittlerweile Morinaga krank geworden, Soichi muss sich um seine Arbeit und ihn kümmern. Dabei gesteht Morinaga ihm seine Liebe. Ohne ihm darauf zu antworten, fährt Soichi nach Tokio und spricht sich dort mit seinem Bruder aus. Schließlich toleriert Soichi dessen Beziehung und auch Morinaga weiter als seinen Assistenten. Soichis und Tomoes 13-jährige Schwester glaubt bald darauf, Soichi wäre mit Morinaga zusammen und dieser würde ihn mit einem anderen betrügen. Als Tomoe und Kurokawa von ihr deswegen nach Nagoya gerufen werden, erfährt sie von deren Beziehung und glaubt nun, trotz Soichis Erklärungen, dass ihre beiden Brüder homosexuell sind.
Als Kurokawa mit Isogai zu einer Feier mit Kollegen geht, verliebt sich dort eine Arbeitskollegin in ihn. Bald findet sie heraus, dass er mit Tomoe zusammen ist, gibt aber nicht auf und will die beiden auseinander bringen. Zur gleichen Zeit bekommt Tomoe das Angebot, als Assistent eines Professors in die USA zu gehen, was er sogleich begeistert annimmt. Rick, der ebenso bald nach Amerika zurückgeht, und Kurokawas Kollegin hoffen, dass das Paar sich bald trennt. Schließlich ziehen aber beide gemeinsam in die USA.

## Veröffentlichungen
Küss mich, Student! erschien in Japan ab 1996 in Einzelkapiteln im Manga-Magazin Hanamaru Manga und anschließend in Sammelbänden beim Hakusensha-Verlag. Der erste Band und damit die Serie hieß ursprünglich Gōkaku Kigan (合格祈願, dt. „Beten für das Bestehen einer Prüfung“), wechselt dann aber mit Band 2 auf Challengers. Nachdem der Großteil der Serie im Magazin und drei Sammelbände erschienen waren, wurde Hanamaru Manga eingestellt und Küss mich, Student! abgebrochen. Beim Kaiōsha-Verlag erschien 2004 eine Neuauflage (Shinsōban) mit einem zusätzlichen vierten Band.
Tokyopop beschloss nach dem kommerziellen Erfolg von Kleiner Schmetterling in Deutschland, auch andere Werke Hinako Takangas ins Deutsche zu übersetzen. So wurden von März bis Juli 2006 die vier Sammelbände in monatlichem Rhythmus veröffentlicht. In den monatlich ermittelten Charts der erfolgreichsten Mangas in deutschen Comic- und Buchläden kam der erste Band im März 2006 auf den achten Platz, der dritte Band im Mai auf den vierten und der vierte im Juli auf Platz drei. Von März bis August 2013 erschien eine deutsche Neuauflage in zwei Doppelbänden.
Taifu Comics veröffentlichte eine französische Fassung.